# Jules Gales
Jules Gales (né le 13 juillet 1924 à Luxembourg-Ville au Luxembourg, et mort le 22 mai 1988 à Remich) est un joueur de football international luxembourgeois, qui évoluait au poste de milieu de terrain.

## Biographie
Avec l'équipe du Luxembourg, il joue 26 matchs (pour 9 buts inscrits) entre 1948 et 1952. Il joue son premier match en équipe nationale le 2 mai 1948 contre l'Autriche et son dernier le 20 juillet 1952 contre le Brésil.
Il figure dans le groupe des sélectionnés lors des Jeux olympiques de 1948 et de 1952. Il joue deux matchs lors du tournoi olympique de 1948, et également deux matchs lors de l'olympiade 1952. 
Il inscrit un doublé contre l'Afghanistan le 26 juillet 1948 puis un autre contre la Suisse le 19 mars 1950.

## Palmarès
Il passe l'intégralité de sa carrière au Spora Luxembourg avec qui il est champion du Luxembourg en 1949 puis vice-champion  1952. Il remporte également la coupe du Luxembourg en 1950.